# Agnotecous albifrons
Agnotecous albifrons är en insektsart som beskrevs av Desutter-grandcolas 1997. Agnotecous albifrons ingår i släktet Agnotecous och familjen syrsor. Inga underarter finns listade i Catalogue of Life.